# بروك بوندي
بروك بوندي (بالإنجليزية: Brooke Bundy)‏ هي ممثلة أمريكية، ولدت في 8 أغسطس 1944 بنيويورك في الولايات المتحدة.

## وصلات خارجية
- بروك بوندي على موقع IMDb (الإنجليزية)
- بروك بوندي على موقع ألو سيني (الفرنسية)
- بروك بوندي على موقع أول موفي (الإنجليزية)
- بروك بوندي على موقع قاعدة بيانات الأفلام السويدية (السويدية)
- بروك بوندي على موقع إن إن دي بي (الإنجليزية)
- بروك بوندي على موقع قاعدة بيانات الفيلم (الإنجليزية)
- بروك بوندي على موقع كينوبويسك (الروسية)